# Il pianista (autobiografia)
Il pianista è un libro autobiografico del pianista ebreo polacco Władysław Szpilman, che racconta gli orrori subiti durante le persecuzioni naziste della seconda guerra mondiale.

## Eventi reali
Il libro venne scritto da Szpilman subito dopo gli avvenimenti vissuti, e viene pubblicato per la prima volta in Polonia già nel 1946. Considerata la situazione politica ancora "calda", vennero cambiati alcuni dettagli (l'ufficiale tedesco che lo salvò, viene descritto come austriaco) e il libro non venne mai più ristampato, fino al 1998, quando il figlio di Szpilman ne ha trovato una copia e l'ha fatta ristampare in tedesco con il titolo Das wunderbare Überleben, aggiungendo parti del diario dell'ufficiale tedesco Wilm Hosenfeld ed una postfazione di Wolf Biermann.

## Trama
Si tratta del racconto vissuto dal pianista Władysław Szpilman dallo scoppio della seconda guerra mondiale con l'invasione della Polonia da parte delle truppe tedesche, l'occupazione di Varsavia, la creazione del ghetto, la vita e la sopravvivenza nel ghetto e la sua fuga e sopravvivenza fuori dal ghetto, fino alla liberazione della città da parte dell'Armata Rossa, momento in cui rischiò di essere ucciso per il fatto di aver indosso un cappotto dell'esercito tedesco.

## Trasposizione cinematografica
Nel 2002 il celebre regista Roman Polański ne ha tratto un film omonimo che ha ottenuto un grandissimo successo in tutto il mondo, nel quale Szpilman è stato interpretato dall'attore Adrien Brody, che per tale ruolo ha ottenuto l'Oscar come miglior attore.

## Edizioni
- Władysław Szpilman, Il pianista. Varsavia 1939-1945. La straordinaria storia di un sopravvissuto., a cura di Cinzia Medaglia, Loescher, 2004,  p. 203, ISBN 8820127369.
- Władysław Szpilman, Il pianista. Varsavia 1939-1945. La straordinaria storia di un sopravvissuto., traduzione di Lidia Lax, collana Dalai, Baldini+Castoldi, 2008,  p. 239, ISBN 88-6073-215-8.